# Pre-mRNA
Pre-mRNA of hnRNA (heterogeen nucleair RNA) is het onbewerkte messenger RNA (mRNA) zoals dat direct na de transcriptie wordt geproduceerd. Door het proces van RNA-processing wordt het pre-mRNA bewerkt tot mRNA. Dit vindt alleen plaats in eukaryoten.
De naam hnRNA wordt ook wel gebruikt als verzamelnaam voor diverse RNA-moleculen die zich in de celkern bevinden. Pre-mRNA is het belangrijkste bestanddeel van hnRNA.